# Vagrinec
Vagrinec (in ungherese Felsővargony) è un comune della Slovacchia facente parte del distretto di Svidník, nella regione di Prešov.